# Walter Kraft
Walter Wilhelm Johann Kraft (ur. 9 czerwca 1905 w Kolonii, zm. 9 maja 1977 w Amsterdamie) – niemiecki kompozytor i organista.

## Życiorys
Uczył się w konserwatorium w Hamburgu u Otto Rebberta (fortepian) i Karla Hannemanna (organy), następnie był uczniem Paula Hindemitha w Hochschule für Musik w Berlinie. Pełnił funkcję organisty w kościele św. Marka w Hamburgu (1924–1927), Lutherkirsche w Altonie (1927–1929) i w kościele Mariackim w Lubece (od 1929). Od 1947 uczył gry na organach w Musikhochschule we Fryburgu Bryzgowijskim, w latach 1950–1955 był dyrektorem Schleswig-Holsteinischen Musikakademie w Lubece. 
Zginął w pożarze hotelu Polen w Amsterdamie.

## Twórczość
Ceniony jako organista improwizator oraz wykonawca muzyki barokowej. Dokonał nagrań płytowych dzieł organowych J.S. Bacha i Dietricha Buxtehudego. Skomponował m.in. oratoria Christus (1942–1943), Die Bürger von Calais (1953–1954), Lübecker Totentanz (1954) i Die Gemeinschaft der Heiligen (1956–1957), mszę (1966), Laudatio 71 na recytatora, chór, 5 grup instrumentów dętych, dzwony, perkusję i organy (1971).